# Хільдеберт II
Хільдеберт II (Childebert II, 570-595) — король Австразії з династії Меровінгів з 575 року до смерті, а також Бургундії з 592 року.

## Біографія
Хільдеберт був сином Сігіберта I та Брунгільди. Його батька вбили 575 року, коли йому було лише 5 років. Малого забрали з Парижа в Мец і проголосили королем. Опіку над ним ділили мати та владні магнати королівства.
Союзу з ним прагнули як король Нейстрії Хільперік I, так і король Бургундії Гунтрамн. Обидва усиновлювали його. Оскільки Гунтрамну належала половина Марселя, Прованс став об'єктом суперечки між двома королями. Але після узурпації Провансу Гундовальдом 585 року, Хільдеберт прийняв обійми Гунтрамна. За Анделотською угодою Хільдеберт став спадкоємцем дядька, і разом вони зуміли придушити заколот.
Фредегунда, дружина Хільперіка, бажала отримати Бургундію для свого сина Хлотара, й організувала кілька спроб убити Хільдеберта. Після смерті Гунтрамна 592 року, Хільдеберт приєднав Бугундію до своїх володінь й навіть виношував наміри відібрати землі Хлотара й стати єдиним королем франків. Однак, 595 року він помер. Його володіння розділили сини: Теодеберт отримав Австразію, а Теодерік — Бургундію.